# Gagrella withi
Gagrella withi is een hooiwagen uit de familie Sclerosomatidae.